# Бен Девіс (футболіст, 1995)
Бен Девіс (англ. Ben Davies, нар. 11 серпня 1995, Барроу-ін-Фернес) — англійський футболіст, захисник шотландського клубу «Рейнджерс».
Виступав, зокрема, за клуби «Престон Норт-Енд» та «Шеффілд Юнайтед».

## Ігрова кар'єра
Народився 11 серпня 1995 року в місті Барроу-ін-Фернес. Вихованець футбольної школи клубу «Престон Норт-Енд». Дорослу футбольну кар'єру розпочав 2012 року в основній команді того ж клубу, в якій провів один сезон, взявши участь у 3 матчах чемпіонату.
Згодом з 2013 по 2017 рік грав у складах команд «Йорк Сіті», «Транмер Роверз», «Саутпорт», «Ньюпорт Каунті» та «Флітвуд Таун» на правах оренди.
До складу «Престон Норт-Енд» після тривалих оренд повернувся 2017 року. Цього разу більшість часу, проведеного у складі «Престон Норт-Енд», був основним гравцем захисту команди.
До складу клубу «Ліверпуль» приєднався в лютому 2021 року.

## Титули і досягнення
- Володар Кубка шотландської ліги (1):

«Рейнджерс»: 2023/24